# مقاطعة واشنطن (فيرمونت)
مقاطعة واشنطن هي مقاطعة في فيرمونت، بلغ عدد سكانها 59٬534  نسمة، في 2010، عاصمتها مونبلييه، فيرمونت.

## الموقع
تشترك في الحدود مع:
- مقاطعة لامويل (فيرمونت)
- مقاطعة أديسون (فيرمونت)
- مقاطعة أورانج (فيرمونت)
- مقاطعة كاليدونيا (فيرمونت)
- مقاطعة تشيتندن (فيرمونت).

## التقسيمات الإدارية
- باري[6]
- باري[6]
- برلين[6]
- كابوت[6]
- كاليس[6]
- دوكسبوري[6]
- إيست مونبلير[6]
- فايستون[6]
- Marshfield, Vermont [الإنجليزية]‏[6]
- ميدلسكس[6]
- مونبلييه، فيرمونت[6]
- مورتاون[6]
- نورثفيلد[6]
- بلينفيلد[6]
- روكسبري[6]
- ويتفيلد[6]
- وارن[6]
- واتربوري[6]
- وودبوري[6]
- ووستر.[6]

## أعلام
- هنري سانت جون